# Willy van Eeckhoutte

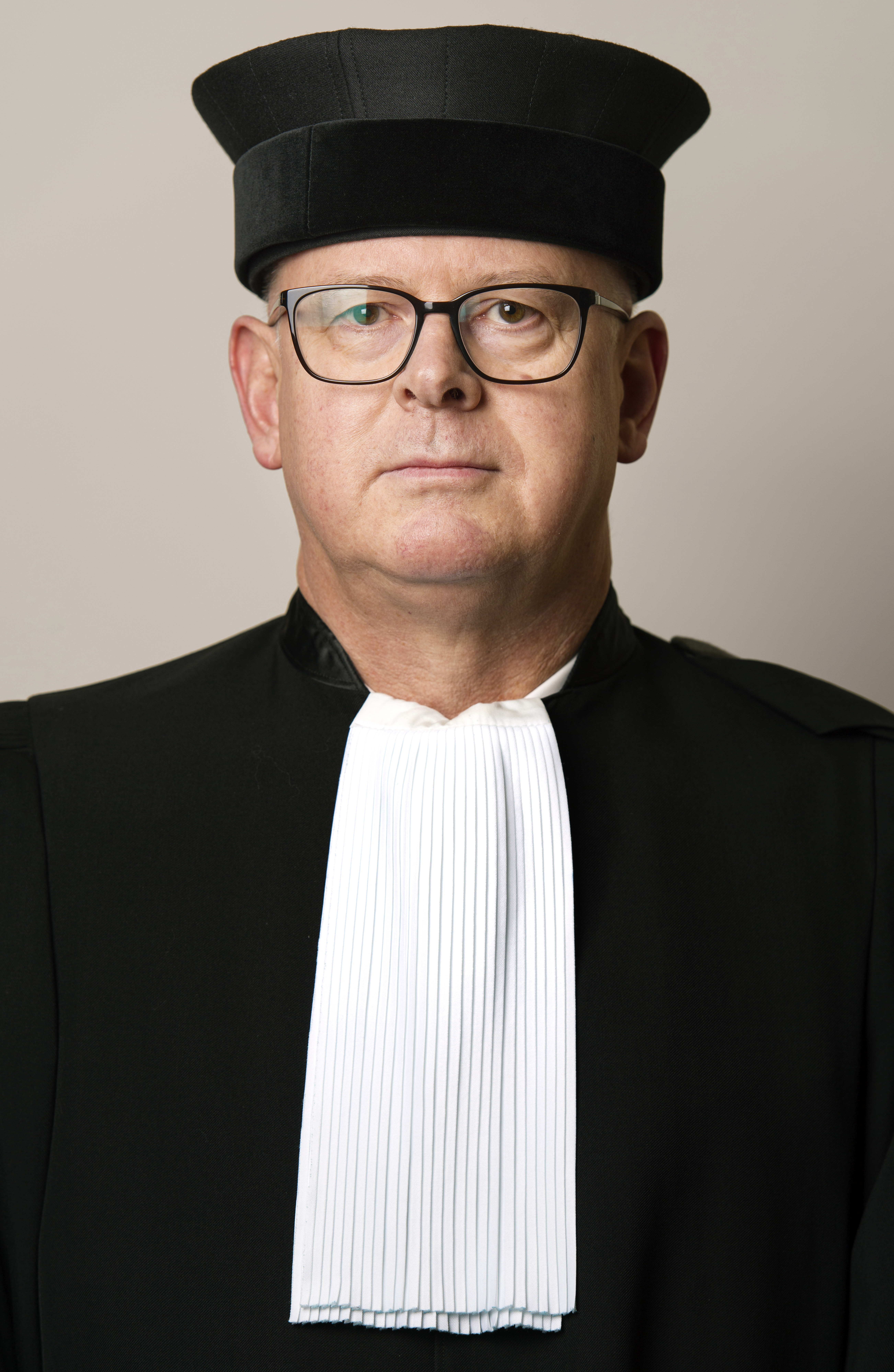
Willy van Eeckhoutte (januari 2018).

Willy van Eeckhoutte (Waregem, 8 januari 1953) is een Belgisch advocaat, jurist en buitengewoon hoogleraar.

## Studies en werk
Van Eeckhoutte studeerde rechten aan de toenmalige Rijksuniversiteit Gent. Sinds 1975 is hij verbonden aan de Gentse balie. Op 24 januari 1985 werd hij doctor in de rechten op het proefschrift Rechtsfiguren van het personen- en familierecht in het sociale zekerheidsrecht.
In juni 1986 werd hij docent in de faculteit van de Rechtsgeleerdheid belast met cursussen uit het vakgebied sociaal recht. In oktober 1992 werd hij voorzitter van de vakgroep sociaal recht. In 1999 werd hij benoemd tot gewoon hoogleraar. In 2001 werd hij buitengewoon hoogleraar aan de UGent.
Bij koninklijk besluit van 20 mei 1999 werd Van Eeckhoutte benoemd tot advocaat bij het Hof van Cassatie en was stafhouder van de Orde van advocaten bij het Hof van Cassatie van 2012 tot 2014.
Hij is lid van verschillende wetenschappelijke verenigingen, redacties en besturen, waaronder stichtend voorzitter van het Belgisch Genootschap voor Arbeids- en Socialezekerheidsrecht / Association belge du droit du travail et de la sécurité sociale, dat op zijn beurt is aangesloten bij de International Society for Labour and Social Security Law. Hij is tevens lid van de Koninklijke Vlaamse Academie van België voor Wetenschappen en Kunsten.
Hij is ondervoorzitter van Advocass.eu – Advocatorum cassationis societas europaea, de Europese vereniging van balies bij de hoogste rechtscolleges.